# Polismuseet, Tammerfors
Polismuseet är ett arbetslivsmuseum i Tammerfors i Birkaland i Finland.
Museet grundades 2004 och flyttade fyra år senare till nybyggda lokaler i anslutning till Polisyrkeshögskolan i stadsdelen Hervanta, åtta kilometer från Tammerfors centrum. På den permanenta utställningen beskrivs den finska polisens historia från medeltid till nutid och på barnens polisstation Pokela kan besökarna prova uniformer och utföra olika polisuppdrag.
I samlingarna finns tusentals 
föremål, fotografier och filmer varav endast ett urval visas. Lokal polishistoria visas också på polisavdelningar runt om i landet. Förutom basutställningen visar museet tillfälliga utställningar om polisens arbete som byts ut efter 2–3 år.  
Museets utställningar kan också besökas på internet och på polismuseets youtubekanal. Alla utställningar  har text på svenska, finska och engelska.
Polismuseet utsågs till Årets museum i Finland år 2022.